# Veľké Dvorníky
Veľké Dvorníky (en hongrois Nagyudvarnok) est un village de Slovaquie situé dans la région de Trnava.

## Histoire
Première mention écrite du village en 1252.

## Démographie

### Évolution de la population
| Année:               | 1994. | 2004.    | 2014.    | 2024.    |
| -------------------- | ----- | -------- | -------- | -------- |
| Nombre de personnes: | 727   | 874      | 1117     | 1373     |
| Différence:          |       | +20,22 % | +27,80 % | +22,91 % |

| Année:               | 2023. | 2024.   |
| -------------------- | ----- | ------- |
| Nombre de personnes: | 1383  | 1373    |
| Différence:          |       | -0,72 % |